# Vufflens-la-Ville
Vufflens-la-Ville es una comuna suiza del cantón de Vaud, situada en el distrito de Gros-de-Vaud. Limita al norte con la comuna de Penthaz, al este con Sullens y Mex, al sur con Bussigny, y al oeste con Aclens y Gollion.
La comuna formó parte hasta el 31 de diciembre de 2007 del distrito de Cossonay, círculo de Sullens.

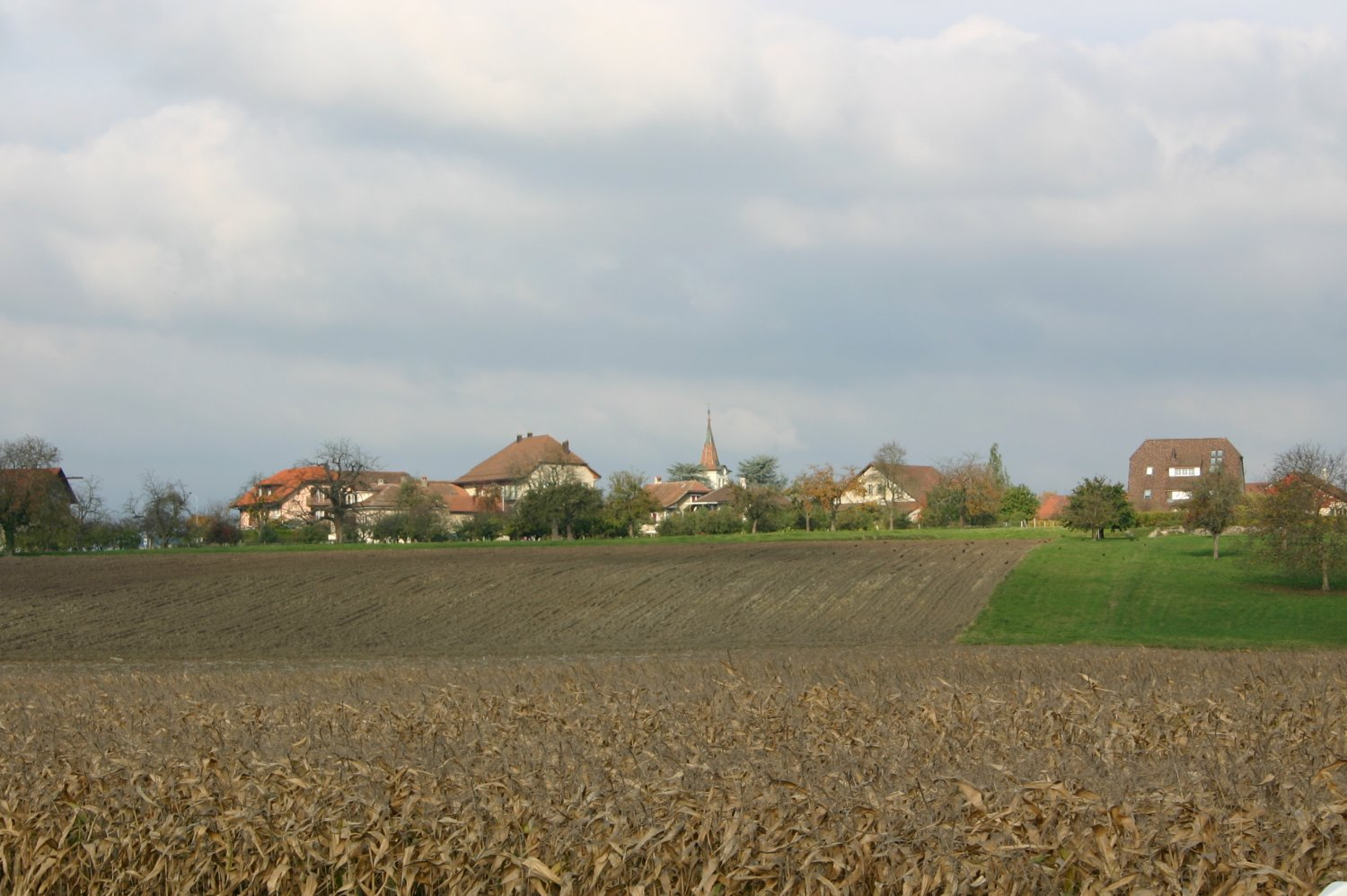
Vista de Vufflens-la-Ville.